# Ново Село (Зелениково)
Ново Село (мкд. Ново Село) је насеље у Северној Македонији, у северном делу државе. Ново Село припада општини Зелениково, која окупља југоисточна предграђа Града Скопља.

## Географија
Ново Село је смештено у северном делу Северне Македоније. Од најближег већег града, Скопља, насеље је удаљено 30 km југоисточно.
Насеље Ново Село је у оквиру историјске области Блатија, која се обухвата источни део Скопског поља. Насеље је смештено на левој обали Вардара, при његовом утоку у Тарску клисуру. Северно од насеља пружа се поље, док се јужно издиже планина Китка. Надморска висина насеља је приближно 230 метара.
Месна клима је измењена континентална са мањим утицајем Егејског мора (жарка лета).

## Становништво
Ново Село је према последњем попису из 2002. године имало 149 становника.
Претежно становништво у насељу су етнички Македонци (96%), а остало су Срби.
Већинска вероисповест је православље.